# Triglops scepticus
Triglops scepticus és una espècie de peix pertanyent a la família dels còtids.

## Descripció
- La femella fa 30,8 cm de llargària màxima.
- Ulls grossos.[6][7]

## Depredadors
A les illes Kurils és depredat per Polypera simushirae i Atheresthes evermanni, i a Rússia per Bathyraja maculata i Bathyraja parmifera.

## Hàbitat
És un peix marí i batidemersal que viu entre 25-925 m de fondària (normalment, entre 100 i 380).

## Distribució geogràfica
Es troba al Pacífic nord: des del mar del Japó fins al mar de Bering i el sud-est d'Alaska.

## Observacions
És inofensiu per als humans.